# 迴龍駅
迴龍駅（かいりょうえき）は台湾新北市新荘区と桃園市亀山区の境界にある台北捷運新荘線（中和新蘆線）の駅。駅番号は「O21」。
清朝末期に設置されていた全台鉄路商務総局鉄道（現台湾鉄路管理局縦貫線の前身）打類坑駅（だるいこうえき）についても併記する。

## 概要
- 中和新蘆線の単独駅だが、2020年代には万大中和樹林線が、2020年代には桃園捷運の桃園捷運棕線（中国語版）が、当駅に接続する計画が進行している[1]。
- 楽生療養院の最寄りであることから駅名を楽生駅にするよう要望があったが、最終的にはプラットホーム上の案内に迴龍/楽生と表記することで決着した[2]。
- また台北捷運においては唯一桃園市が関わる駅となっている。

## 歴史

### 全台鉄路商務総局鉄道 打類坑駅
- 1893年11月30日 - 清朝全台鉄路商務総局鉄道の駅が現台1甲線（万寿路一段）と県道116号（樹林中正路）交差点付近に設置される[3]:頁76[4]。
- 不明 - 廃止。
- 1899年7月20日 - 台湾総督府が臨時旅客駅再設置[5]。
- 1901年8月25日 - 廃止[3]:頁77。

### 捷運迴龍駅
- 2013年6月29日 - 台北捷運新荘線全線開業[6]。

## 駅構造
地下2階に島式ホーム1面2線を有する地下駅で:頁97-98、ホーム上には開業時からフルスクリーンタイプのホームドアが設置されている。出口は3つある:頁97-98。

### のりば
| 1・2 | 中和新蘆線（下り） | 南勢角方面 |

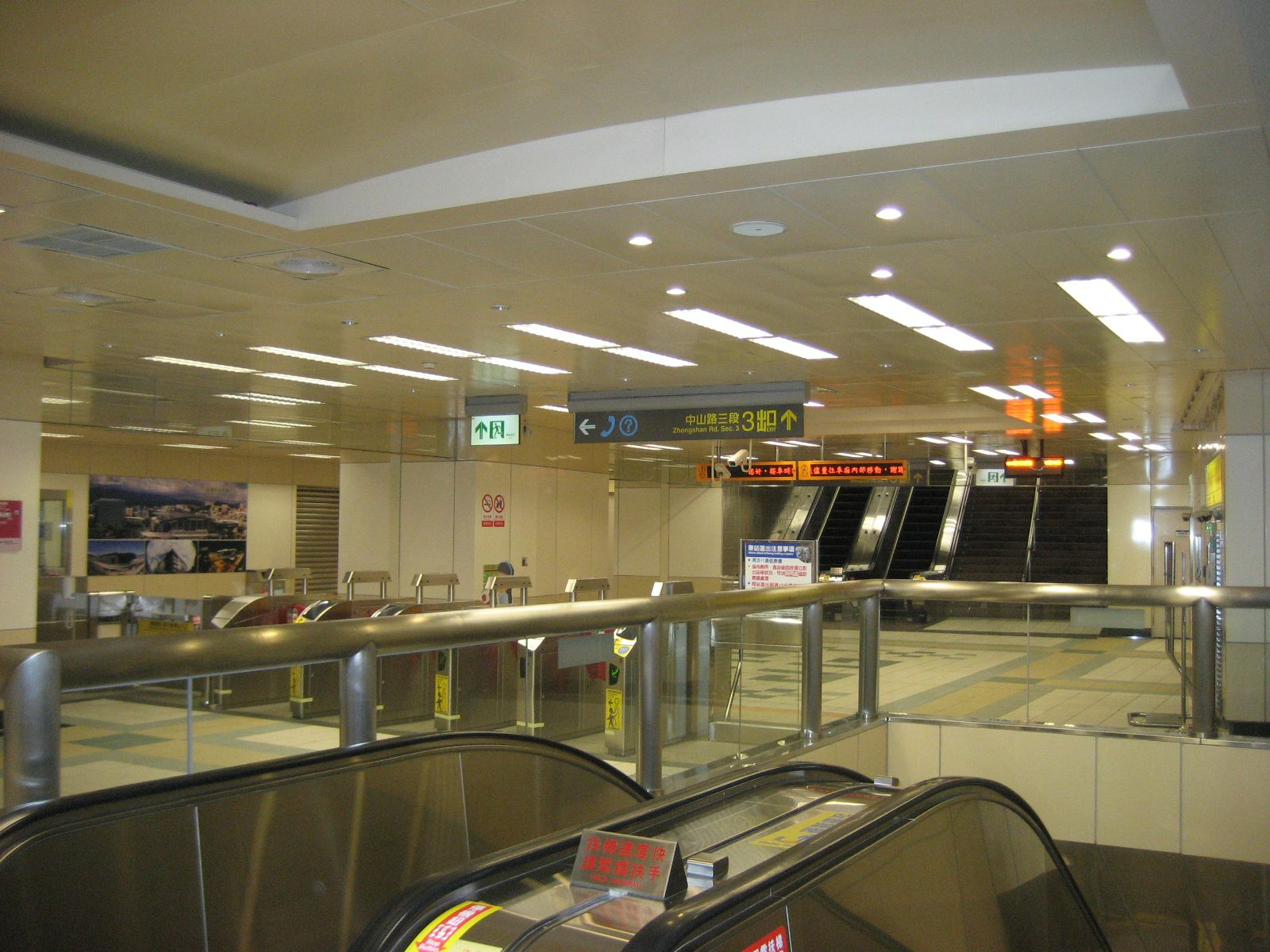
改札階（2013年）

### 駅出口
- 出口1：楽生療養院
- 出口2：万寿路一段（中国語版）
- 出口3：新北大道七段

## 利用状況

### 台湾総督府
| 打類坑駅 | 打類坑駅 | 打類坑駅 | 打類坑駅 | 打類坑駅 | 打類坑駅 | 打類坑駅 |
| 年       | 年間     | 年間     | 年間     | 年間     | 1日平均  | 1日平均  |
| 年       | 乗車     | 下車     | 乗降計   | 出典     | 乗車     | 乗降計   |
| -------- | -------- | -------- | -------- | -------- | -------- | -------- |
| 資料なし |          |          |          |          |          |          |
| 1899年度 | 1,268    | 1,028    | 2,296    | [ 9 ]    | 5        | 9        |
| 1900年度 | 3,495    | 1,926    | 5,421    | [ 10 ]   | 10       | 15       |
| 1901年度 | 資料なし | 資料なし | 資料なし | [ 11 ]   | -        | -        |

### 台北捷運
| 年   | 年間      | 年間      | 年間      | 年間   | 日平均 | 日平均 |
| 年   | 乗車      | 下車      | 乗下車計  | 出典   | 乗車   | 乗下車 |
| ---- | --------- | --------- | --------- | ------ | ------ | ------ |
| 2013 | 1,164,052 | 1,142,997 | 2,307,049 | [ 12 ] | 6,258  | 12,403 |
| 2014 | 2,605,239 | 2,524,865 | 5,130,104 | [ 12 ] | 7,138  | 14,055 |
| 2015 | 2,970,811 | 2,838,810 | 5,809,621 | [ 12 ] | 8,139  | 15,917 |
| 2016 | 3,177,172 | 3,023,868 | 6,201,040 | [ 12 ] | 8,681  | 16,943 |
| 2017 | 3,355,960 | 3,159,083 | 6,515,043 | [ 12 ] | 9,194  | 17,849 |
| 2018 | 3,556,991 | 3,339,501 | 6,896,492 | [ 12 ] | 9,745  | 18,894 |
| 2019 | 3,706,781 | 3,480,557 | 7,187,338 | [ 12 ] | 10,156 | 19,691 |
| 2020 | 3,579,134 | 3,345,984 | 6,925,118 | [ 12 ] | 9,779  | 18,921 |
| 2021 | 2,897,955 | 2,713,437 | 5,611,392 | [ 12 ] | 7,940  | 15,374 |

## 駅周辺
- 衛生福利部楽生療養院
- 裕民國小（中国語版）
- 丹鳳國小（中国語版）
- 光華國小（中国語版）
- 三多國小（中国語版）
- 丹鳳高中（中国語版）
- 迴龍國中小（中国語版）
- 龍華科技大学
- 台北捷運新荘機廠
- 桃園市政府警察局（中国語版）亀山分局迴龍派出所
- 光啓高中（中国語版）
- YouBike（新北市公共自転車（中国語版））捷運迴龍駅(3号出口)

## 路線バス
| 路線 | 運行事業者         | 区間                      | 備考                                                  |
| ---- | ------------------ | ------------------------- | ----------------------------------------------------- |
| 111  | 三重客運           | 新荘 - 陽明山第二停車場   | 休日運行。                                            |
| BR   | 桃園客運、中壢客運 | 桃園 - 捷運迴龍駅         | 桃園市市区公車所属。                                  |
| 601  | 桃園客運、中壢客運 | 内壢 - 捷運迴龍駅         | 桃園市市区公車所属。                                  |
| 615  | 三重客運           | 丹鳳 - 台北車站           |                                                       |
| 635  | 三重客運           | 迴龍 - 台北               | 新北市公車所属。                                      |
| 636  | 三重客運           | 迴龍 - 円環               | 新北市公車所属。                                      |
| 810  | 三重客運           | 土城 - 迴龍               | 新北市公車所属。                                      |
| 859  | 三重客運           | 樹林 - 泰山               | 新北市公車所属。                                      |
| 985  | 三重客運           | 捷運輔大駅 - 捷運龍山寺駅 | 新北市公車所属。                                      |
| 藍37 | 三重客運           | 迴龍 - 捷運板橋駅         | 新北市公車所属。                                      |
| 橘21 | 三重客運           | 迴龍 - 新北産業園区       | 新北市公車所属。                                      |
| F201 | 三重客運           | 新荘福徳宮→新荘区公所     | 復路（新荘区公所行き）のみ停車。 新北市免費公車所属。 |
| 1803 | 國光客運           | 基隆 - 中壢               | 国道客運所属。                                        |
| 5009 | 桃園客運           | 桃園 - 新荘               | 一般公路客運所属。                                    |
| 5675 | 新竹客運           | 新荘 - 楊梅               | 一般公路客運所属。                                    |
| 9102 | 三重客運、桃園客運 | 台北 - 桃園               | 国道道客運所属。                                      |

## 隣の駅
台北捷運
 中和新蘆線
迴龍駅 O21 - 丹鳳駅 O20
全台鉄路商務総局（劉銘伝鉄道）
台北新竹線（廃止）
海山口駅 - 打類坑駅  - 亀崙嶺駅